# Idaea moniliata
Idaea moniliata là một loài bướm đêm thuộc họ Geometridae. Nó được tìm thấy ở châu Âu và Anatolia.

## Hình ảnh

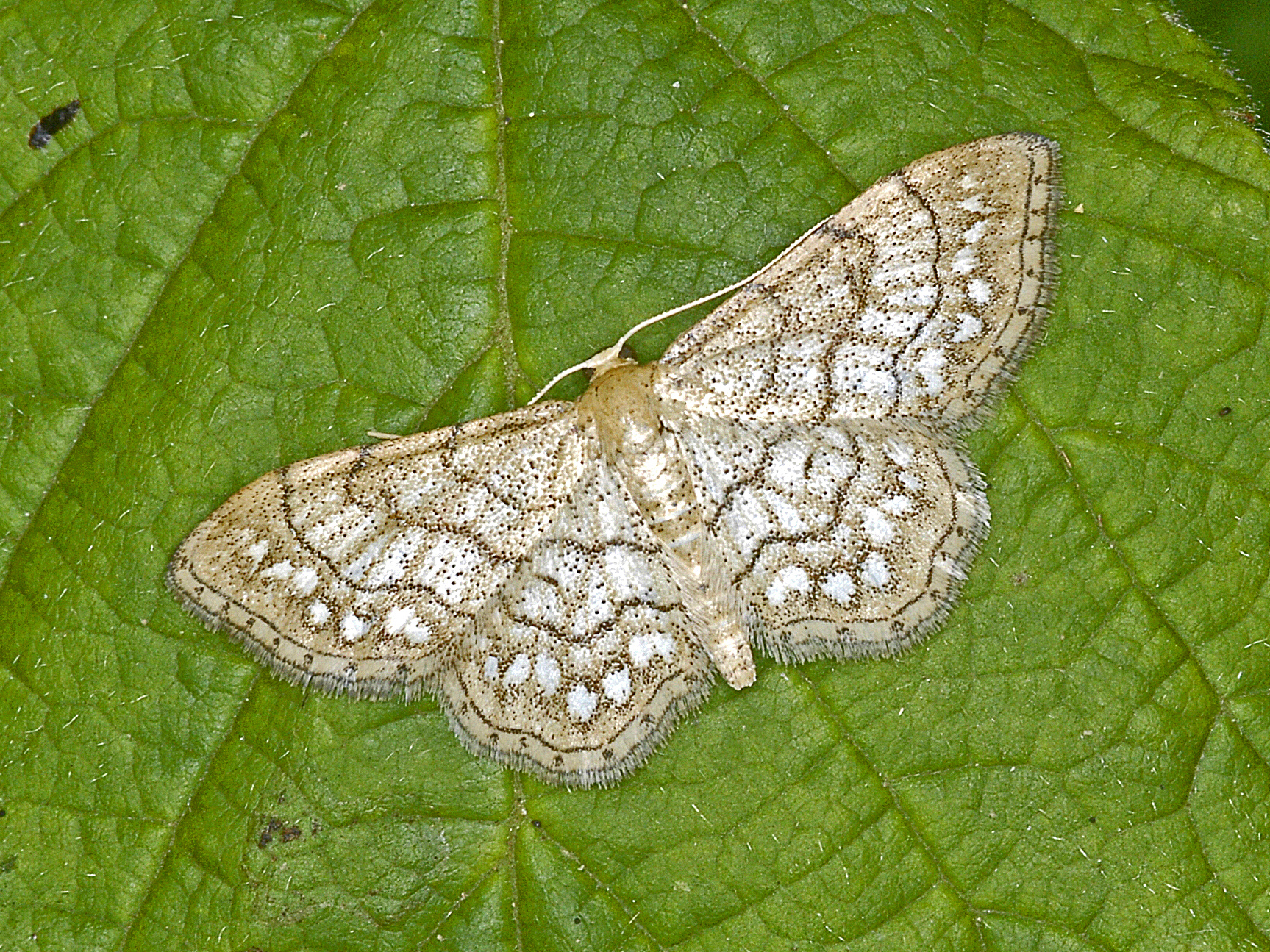